# Rivington
Rivington is een civil parish in het bestuurlijke gebied Chorley, in het Engelse graafschap Lancashire met 109 inwoners.